# بلشك الجلشقي
بلشك الجلشقي أو فيلاسكو الباسكي هو حاكم بنبلونة في أوائل القرن التاسع. 

## وصوله للحكم
كان بلشك أخ ابن بلشكوت المتمرد الذي أخضعه عبد الرحمن الداخل.وصل بلشك إلى السلطة عام 799 بعد انتفاضة أطاحت بالحكم الأموي في بامبلونة،   عندما اغتيل هناك مطرف بن موسى، وهو على الأرجح من عائلة بني قسي. 
تسجل أنال ريكني فرانكوروم المعاصرة أن "النافاريين والبامبلونيين، انشقوا عن المسلمين في السنوات الأخيرة وعادوا للطاعة". لذا يُنظر إلى بلشك باعتباره زعيما مؤيد للفرنجة، وربما حتى مُعيَّن من قبل الفرنجة. 

## علاقاته بالفرنجة وأستورياش
وفقًا للمؤرخ ابن حيان القرطبي في القرن الحادي عشر، في عام 816 (200 هـ ) قاد عبد الكريم حاجب أمير قرطبة حملة ضد الجلشقي صاحب بنمبلونة و"عدو الله" كما وصفه. لا يوجد أي دليل عن تلقي فيلاسكو أي مساعدة من حلفائه الفرنجة. في الواقع، أرسل حاكم سرقسطة، عبد الرحمن الأوسط، سفارة إلى إمبراطور الفرنجة لويس الورع في ذلك العام، ليحثه على عدم التدخل. 
تلقى بلشك مساعدة من مملكة أستورياس المجاورة التي ضمت مؤخرا بعض أراضي البشكنج ( ألبة ).

## سقوطه
بعد ثلاثة عشر يومًا من القتال على طول نهر أروم، هُزمت الجلشقي وقُتل زعيم لبلة غرسية بن لب، ابن عم الملك ألفونسو الثاني ملك أستورياس، الذي كان هو نفسه بشكنجي.  وكان من بين القتلى أيضًا "أفضل فرسان بنمبلونة" شانجة. بعد هزيمتهم، أغلق الباسك الأنهار والممرات الجبلية، مما أحبط أي تقدم أموي آخر. .
خلفه ونقة بن ونقة الذي أسس مملكة بنبلونة.

### فهرس المنشورات
- Cañada Juste، Alberto (1976). La campaña musulmana de Pamplona: año 924. Pamplona: Diputación Foral de Navarra, Institución Príncipe de Viana, Consejo Superior de Investigaciones Científicas.
- Collins، Roger (1990). The Basques. London: Blackwell Publishing. ISBN:9780631175650.
- Collins، Roger (2012). Caliphs and Kings: Spain, 796–1031. London: Wiley Blackwell. ISBN:978-1-118-73001-0.
- Lévi-Provençal، Évariste؛ García Gómez، Emilio (1954). "Textos inéditos del Muqtabis de Ibn Hayyan sobre los orígenes del reino de Pamplona". Al-Andalus. ج. 19 ع. 2: 295–315.
- Martínez Díez، Gonzalo (2005). El Condado de Castilla (711–1038): la historia frente a la leyenda. Valladolid: Marcial Pons Historia. ج. 1.
- Pérez de Úrbel، Justo (1954). "Lo viejo y lo nuevo sobre el origen del reino de Pamplona". Al-Andalus. ج. 19 ع. 1: 1–42.

## أنظر أيضا
- بنو قسي
- بنو هارون
- موسى بن موسى